# Eva Schlotheuber

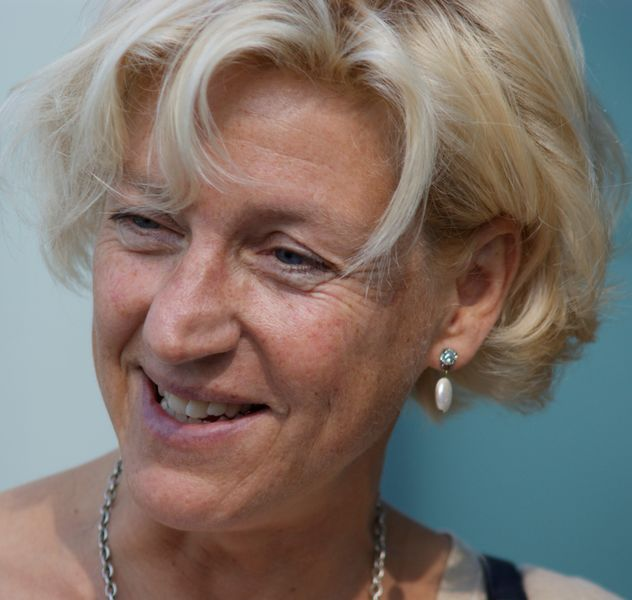
Eva Schlotheuber, aufgenommen von Werner Maleczek im Jahr 2011.

Eva Schlotheuber (* 25. Oktober 1959 in Osnabrück) ist eine deutsche Historikerin. Nach einer Professur für Mittelalterliche Geschichte an der Universität Münster (2007–2010) lehrt sie seit 2010 als Professorin für Mittelalterliche Geschichte an der Heinrich-Heine-Universität Düsseldorf. Sie forscht vor allem zur Ordensgeschichte sowie zur Geschichte Kaiser Karls IV. Als erste Frau war sie von 2016 bis zum 8. Oktober 2021 Vorsitzende des Verbandes der Historiker und Historikerinnen Deutschlands.

## Leben
Eva Schlotheuber studierte von 1979 bis 1986 Geschichte, Archäologie und Anthropologie an den Universitäten Göttingen und Kopenhagen. Der Magister folgte 1986 an der Universität Göttingen. Von 1991 bis 1993 war sie Wissenschaftliche Mitarbeiterin. Sie wurde 1994 in Göttingen promoviert mit der von Hartmut Hoffmann betreuten Arbeit Die Franziskaner in Göttingen. Die Geschichte des Klosters und seiner Bibliothek. Von 1996 bis 1998 hatte sie ein Forschungsstipendium der Wissenschaftsstiftung Thyssen für die kommentierte Edition des lateinischen ‚Konventstagebuchs‘ des Heilig-Kreuzklosters bei Braunschweig (1484–1507). Von 1997 bis 1999 war sie Mitglied des Göttinger Graduiertenkollegs „Kirche Gesellschaft im 15. und 16. Jahrhundert“. Von 1999 bis 2001 war sie wissenschaftliche Assistentin bei Claudia Märtl an der Technischen Universität Braunschweig. Von 2001 bis 2003 war Schlotheuber als wissenschaftliche Assistentin an der Ludwig-Maximilians-Universität München (LMU) bei Claudia Märtl. Im Jahr 2003 erfolgte dort die Habilitation mit einer Arbeit über die Lebenswelt der Nonnen im späten Mittelalter. Von 2003 bis 2007 war sie Oberassistentin an der LMU München und hatte Lehrstuhlvertretungen in Braunschweig und Marburg inne. Ihr wurde 2006 der Therese-von-Bayern-Preis von der LMU München verliehen.
Von 2007 bis 2010 lehrte Schlotheuber als Professorin für Mittelalterliche Geschichte und Hilfswissenschaften an der Universität Münster. Dort war sie von 2007 bis 2010 Mitglied des Exzellenzclusters „Religion und Politik“. Seit 2010 lehrt sie als Nachfolgerin des verstorbenen Johannes Laudage an der Heinrich-Heine-Universität Düsseldorf. Seit 2014 ist sie ordentliches Mitglied der Zentraldirektion der Monumenta Germaniae Historica und seit 2016 Mitglied im Konstanzer Arbeitskreis für mittelalterliche Geschichte. Sie ist außerdem Mitglied des Collegium Carolinum (2012) und der Società Internazionale di Studi Francescani. Von 2010 bis 2015 war sie Mitglied des Wissenschaftlichen Beirats der Deutschen Handschriftenzentren. Von 2016 bis 2020 war sie Mitglied des Beirats des DHI Warschau.
Von 2012 bis 2016 war sie Mitglied im Ausschuss des Verbandes der Historiker und Historikerinnen Deutschlands. Beim 51. Deutschen Historikertag in Hamburg 2016 wurde sie Vorsitzende des Verbandes und blieb in dieser Funktion bis 2021. Sie war damit in gut 120 Jahren Verbandsgeschichte die erste Frau als Vorsitzende. Schlotheuber erstellte 2021 mit Sophie Schönberger die Online-Dokumentation „Die Klagen der Hohenzollern“ zu den Entschädigungsforderungen der Hohenzollern. Im April 2020 wurde Schlotheuber in die American Philosophical Society gewählt. Seit 2021 ist sie corresponding fellow der Medieval Academy of America. Im Wintersemester 2021/22 hatte sie eine Gastprofessur in Pavia bei Daniela Rando inne. Von Sommersemester 2022 bis Wintersemester 2022/23 ist sie Fellow des Käte Hamburger Kollegs „Einheit & Vielfalt im Recht“ an der Universität Münster.
Sie ist verheiratet und hat drei Kinder.

## Forschungsschwerpunkte

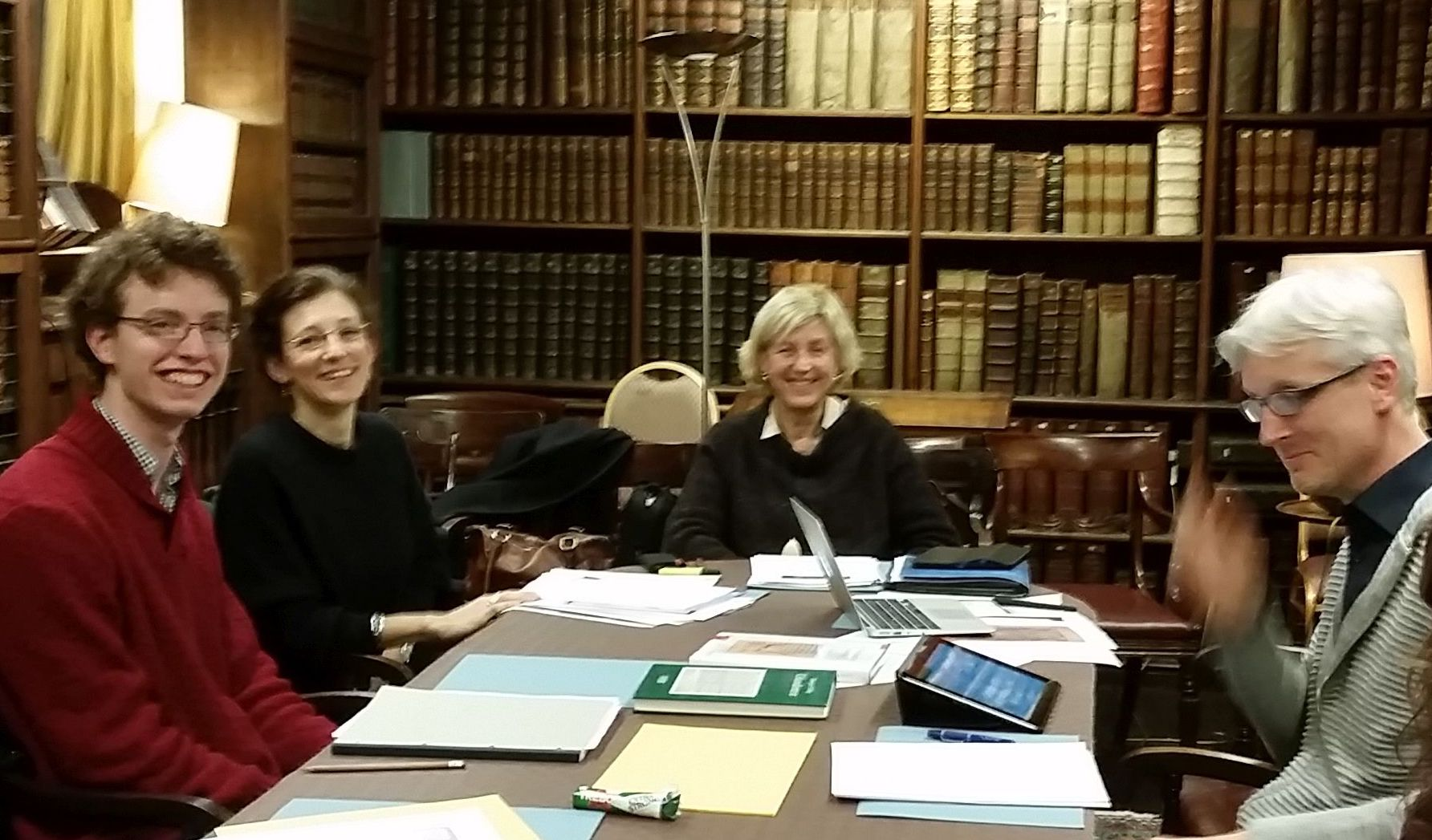
Treffen der Projektgruppe Lüner Briefe in der Old Library, St Edmund Hall, University of Oxford im Jahr 2016 (von links nach rechts: Edmund Wareham, Lena Vosding, Eva Schlotheuber, Torsten Schaßan)

Ihre Forschungsschwerpunkte sind die Bildungs- und Bibliotheksgeschichte, die Kulturgeschichte, die Ordensgeschichte, insbesondere Lebens- und Ausdrucksformen in den mittelalterlichen Frauenklöstern sowie die materielle Kultur des Mittelalters, die Persönlichkeitsdarstellung in der hoch- und spätmittelalterlichen biographischen und autobiographischen Literatur und die Herrschaftsauffassung Kaiser Karls IV. sowie die politischen Strukturen und kulturellen Strömungen des 14. Jahrhunderts.
Ihre Arbeiten sorgten seit Beginn des 21. Jahrhunderts für einen grundsätzlichen Paradigmenwechsel in der Erforschung von geistlichen Frauen im Mittelalter. Die Perspektive verschob sich von den Ausnahmefrauen hin zu den strukturellen Bedingungen des religiösen Lebens von Frauen. Weiterhin rückten die Wechselwirkungen zwischen dem religiösen Bereich und der mittelalterlichen Gesellschaft sowie zu den Geschlechterverhältnissen zwischen den Religiosen in den Blickpunkt des Forschungsinteresses. In ihren Arbeiten legte sie ein besonders Ausgenmerk auf die Binnensicht der Klosterfrauen durch die Auswertung konventsinternen Gebrauchsschriftguts, wie den sogenannten „Konventstagebüchern“. Gemeinsam mit der Germanistin Henrike Lähnemann veröffentlichte Schlotheuber 2023 eine Monographie mit dem Titel Unerhörte Frauen. Die Netzwerke der Nonnen im Mittelalter.

### Kultur- und Ordensgeschichte
In der Ordensgeschichte hat sie sich auf die Franziskaner und auf die Frauenklöster spezialisiert. Sie gilt durch zahlreiche Veröffentlichungen als eine der besten Kennerinnen zum Klosterleben weiblicher Ordensgemeinschaften. In ihrer Habilitationsschrift wertete sie das zwischen 1484 und 1507 entstandene „Konventstagebuch“ einer anonymen Nonne aus dem Zisterzienserkloster von Heilig-Kreuz bei Braunschweig als Quelle zur „innerklösterlichen Organisation“ und zu den „Beziehungen zwischen dem Kloster und seinem unmittelbaren sozialen Umfeld“ aus. Darüber hinaus wertete sie zahlreiche weitere Quellen nicht nur aus dem norddeutschen Raum und dem Zisterziensertum für ihre Untersuchung aus (beispielsweise aus Kloster Lüne, aus Ebsdorf, Wienhausen und Wöltingerode, aber auch aus Männerzisterzen wie Riddagshausen). Zugleich legte sie im zweiten Teil der Arbeit eine Edition des Konventstagebuches (Herzog August Bibliothek Wolfenbüttel, 1159 Novi) vor (S. 313–478).
Schlotheuber organisierte im Herbst 2017 mit Sigrid Hirbodian eine Reichenau-Tagung des Konstanzer Arbeitskreises für mittelalterliche Geschichte mit dem Thema „Zwischen Klausur und Welt. Autonomie und Interaktion spätmittelalterlicher geistlicher Frauengemeinschaften“. Die Beiträge erschienen 2022.

### Bildungs- und Bibliotheksgeschichte
Schlotheuber veranstaltete 2007 in München mit Hubertus Seibert die Tagung „Böhmen und das Deutsche Reich. Ideen- und Kulturtransfer im Vergleich (13.–16. Jahrhundert)“. Dazu kamen rund fünfzig Wissenschaftler. An Beispielen der Architektur-, Kunst-, Musik-, Kirchen- und Adelsgeschichte erörtern die Herausgeber den „Vorgang der Rezeption neuer Ideen, manueller Fähigkeiten und kultureller Errungenschaften, die von einem Kulturraum in einen anderen transferiert und dort aufgenommen, angeeignet, kopiert oder verwandelt werden“.
Im digitalen Projekt „Schriftlichkeit in süddeutschen Frauenklöstern“ (DFG-Verbundprojekt) wurden in einem Gemeinschaftsprojekt (BSB München, BayHstA München und der Westfälischen Wilhelms-Universität Münster unter Leitung von Eva Schlotheuber) von den fünf süddeutschen Klostern Altenhohenau, Altomünster, St. Jakob am Anger und Neuburg an der Donau in einem Zeitraum von vier Jahren (2008–2011) etwa 150 lateinische und deutsche Handschriften sowie Fragmente der Bayerischen Staatsbibliothek digitalisiert und 78 dieser Handschriften, für die nur Beschreibungen des 19. Jahrhunderts vorliegen, neu katalogisiert.
Zusammen mit Jeffrey Hamburger, Margot Fassler, Susan Marti hat sie die zwischen dem 13. und 15. Jahrhundert entstandenen liturgischen Handschriften aus dem westfälischen Dominikanerinnenkloster Paradies bei Soest analysiert. Als Ergebnis wurden 2016 nach jahrelanger Forschungsarbeit zwei Bände mit über 1000 Seiten vorgelegt. Ein Jahrzehnt nach dem Erwerb des „Liber ordinarius“ der Abtei Nivelles durch die Houghton Library an der Harvard University 2010 untersuchten unter der Leitung von Jeffrey F. Hamburger und Eva Schlotheuber 15 Autoren diese älteste erhaltene Handschrift der Abtei Nivelles. Die Handschrift gibt Einblicke in das Zusammenwirken der Männer- und der Frauengemeinschaft in Nivelles und die Entwicklung des Äbtissinnenkults um die Heilige Gertrud. Der Sammelband wurde von Schlotheuber und Hamburger 2020 herausgegeben. Schlotheuber befasste sich in ihrem Beitrag mit der bis ins 7. Jahrhundert zurückreichenden Entstehungsgeschichte des Doppelklosters Nivelles.
Ein weiteres Forschungsgebiet sind mittelalterliche Bibliotheken und methodische Ansätze zur Erforschung vormoderner Buchsammlungen als haptisch erfahrbare Wissensräume und digitaler Wandel.

### Politische Theorie und Herrschaftspraxis des 14. Jahrhunderts
Schlotheuber verfasste zahlreiche Studien zu den Luxemburgern, darunter zu der Herrschaftskonzeption und den Vermittlungsstrategien Kaiser Karls IV., die Rolle seiner Autobiographie, die Bedeutung von Sprachen und gelehrter Bildung für die luxemburgischen Herrscher, zur Rolle des Rechts in der Herrschaftsauffassung Kaiser Karls IV. sowie die Kaiserkrönung Karls IV. im Jahr 1355. Sie veröffentlichte 2023 mit Maria Theisen eine Darstellung über die Goldene Bulle. Es sei festzustellen, „wenn die Forschung übereinstimmend hervorhebt, dass die Goldene Bulle im wesentlichen nur älteres Gewohnheitsrecht festschrieb, greift das ebenso zu kurz wie mit der [sic] Einschätzung, dass sie die Gruppe der Kurfürsten als kollektiv handlungsfähigen politischen Körper lediglich konsolidierte“, vielmehr werde „sichtbar, dass das erste Grundgesetz für die äußere und innere Verfasstheit des römisch-deutschen Reichs eine entscheidende Wende bedeutete [...]: Sie bedeutete seine in bestimmten Grenzen wiedergewonnene Souveränität und universelle Stellung im Gefüge der Mächte und ein neuformuliertes Verhältnis von Kaiser und Kurfürsten als handlungsfähiges politisches Gremium.“

## Schriften (Auswahl)
Aufsatzsammlung
- „Gelehrte Bräute Christi“. Religiöse Frauen in der mittelalterlichen Gesellschaft (= Spätmittelalter, Humanismus, Reformation. Bd. 104). Mohr Siebeck, Tübingen 2018, ISBN 978-3-16-155367-7.

Monografien
- mit Maria Theisen: Die Goldene Bulle von 1356. Das erste Grundgesetz des römisch-deutschen Reichs. Wbg Edition, Darmstadt 2023, ISBN 978-3-534-27642-4.
- mit Henrike Lähnemann: Unerhörte Frauen. Die Netzwerke der Nonnen im Mittelalter. Propyläen, Berlin 2023, ISBN 978-3-549-10037-0.[17]
- mit Jeffrey Hamburger, Margot Fassler, Susan Marti: Liturgical Life and Latin Learning at Paradies bei Soest, 1300–1425. Inscription and Illumination in the Choir Books of a North German Dominican Convent. 2 Bände, Aschendorff, Münster 2016, ISBN 978-3-402-13072-8.
- Klostereintritt und Bildung. Die Lebenswelt der Nonnen im späten Mittelalter. Mit einer Edition des ‚Konventstagebuchs‘ einer Zisterzienserin von Heilig-Kreuz bei Braunschweig (1484–1507). Mohr Siebeck, Tübingen 2004, ISBN 3-16-148263-8.
- Die Franziskaner in Göttingen. Die Geschichte des Klosters und seiner Bibliothek. Dietrich-Coelde-Verlag, Werl 1996, ISBN 3-87163-222-8.

Editionen
- mit Henrike Lähnemann, Philipp Trettin, Lena Vosding, Philipp Stenzig, Torsten Schaßan, Simone Schultz-Balluff, Wolfgang Seifert und Edmund Wareham Wanitzek: Netzwerke der Nonnen. Kritische Edition der Briefsammlung der Lüner Benediktinerinnen (Hs. 15, ca. 1460–1555) (= Spätmittelalter, Humanismus, Reformation. Band 143). Mohr Siebeck, Tübingen 2024, ISBN 978-3-16-160898-8.

Herausgeberschaften
- mit Sigrid Hirbodian: Zwischen Klausur und Welt. Autonomie und Interaktion spätmittelalterlicher geistlicher Frauengemeinschaften (= Vorträge und Forschungen. Bd. 91). Thorbecke, Ostfildern 2022, ISBN 978-3-7995-6891-3.
- mit Jeffrey Hamburger: The Liber ordinarius of Nivelles. Liturgy as Interdisciplinary Intersection (= Spätmittelalter, Humanismus, Reformation. Bd. 111). Mohr Siebeck, Tübingen 2020, ISBN 978-3-16-158242-4.
- mit Patrizia Carmassi, Almut Breitenbach: Schriftkultur und religiöse Zentren im norddeutschen Raum. Harrassowitz, Wiesbaden 2014, ISBN 978-3-447-10016-8.
- mit Hubertus Seibert: Soziale Bindungen und gesellschaftliche Strukturen im späten Mittelalter (14.–16. Jahrhundert). Vandenhoeck & Ruprecht, Göttingen 2013, ISBN 978-3-525-37304-0.
- mit Hubertus Seibert: Böhmen und das Deutsche Reich. Ideen- und Kulturtransfer im Vergleich (13.–16. Jahrhundert). Oldenbourg, München 2009, ISBN 978-3-486-59147-7 (Rezension).
- Nonnen, Kanonissen und Mystikerinnen. Religiöse Frauengemeinschaften in Süddeutschland. Beiträge zur interdisziplinären Tagung vom 21. bis 23. September 2005 in Frauenchiemsee. Vandenhoeck & Ruprecht, Göttingen 2008, ISBN 978-3-525-35891-7.

Digitale Projekte
- mit Henrike Lähnemann, Simone Schultz-Balluff, Edmund Wareham, Philipp Trettin, Lena Vosding und Philipp Stenzig: Netzwerke der Nonnen. Edition und Erschließung der Briefsammlung aus Kloster Lüne (ca. 1460–1555). In: Wolfenbütteler Digitale Editionen. Wolfenbüttel 2016–, online.